# Acentroptera basilica
Acentroptera basilica là một loài bọ cánh cứng trong họ Chrysomelidae. Loài này được miêu tả khoa học năm 1856 bởi Thomson.